# Mézos
 Mézos  (en occitano Mesòs) es una población y comuna francesa, situada en la región de Aquitania, departamento de Landas, en el distrito de Mont-de-Marsan y cantón de Mimizan.
No está integrada en ninguna Communauté de communes u organismo similar.

## Demografía
| 1116 | 1016 | 939 | 810 | 851 | 817 |
| Para los censos de 1962 a 1999 la población legal corresponde a la población sin duplicidades (Fuente: INSEE [Consultar]) |      |     |     |     |     |